# جاش فریدمن
جاش فریدمن (انگلیسی: Josh Friedman؛ زادهٔ ۱۹۶۷) فیلم‌نامه‌نویس اهل ایالات متحده آمریکا است.
از فیلم‌ها یا مجموعه‌های تلویزیونی که وی در آن‌ها نقش داشته‌است، می‌توان به واکنش زنجیره‌ای، پادشاهی سیاره میمون‌ها و نابودگر: سرنوشت تاریک اشاره نمود.